# Star Wars: Return of the Jedi (videojuego de 1984)
Star Wars: Return of the Jedi es un juego de arcade de 1984 de Atari, Inc. y la secuela Star Wars de 1983. El juego usa gráficos rasterizados, en lugar de gráficos vectoriales que se usaron para el primer y tercer juego de arcade Atari basado en la franquicia de Star Wars. El juego fue portado por Domark para Amstrad CPC, ZX Spectrum, Atari ST, Commodore 64, y Amiga en 1988.

## Jugabilidad
El jugador toma el control de tres vehículos diferentes en etapas según la película El Retorno del Jedi. El juego es desde una perspectiva 3/4 isométricamente proyectada y se divide en varias etapas. En la primera etapa, el jugador pilota una bicicleta speeder hacia la aldea Ewok. La siguiente etapa consiste en pilotar el Halcón Milenario para destruir un reactor. Otra etapa de speeder bike sigue. La etapa final consiste en pilotar tanto un AT-ST como un Halcón Milenario en rápida sucesión en una lucha contra un destructor estelar.